# Karel Otčenášek

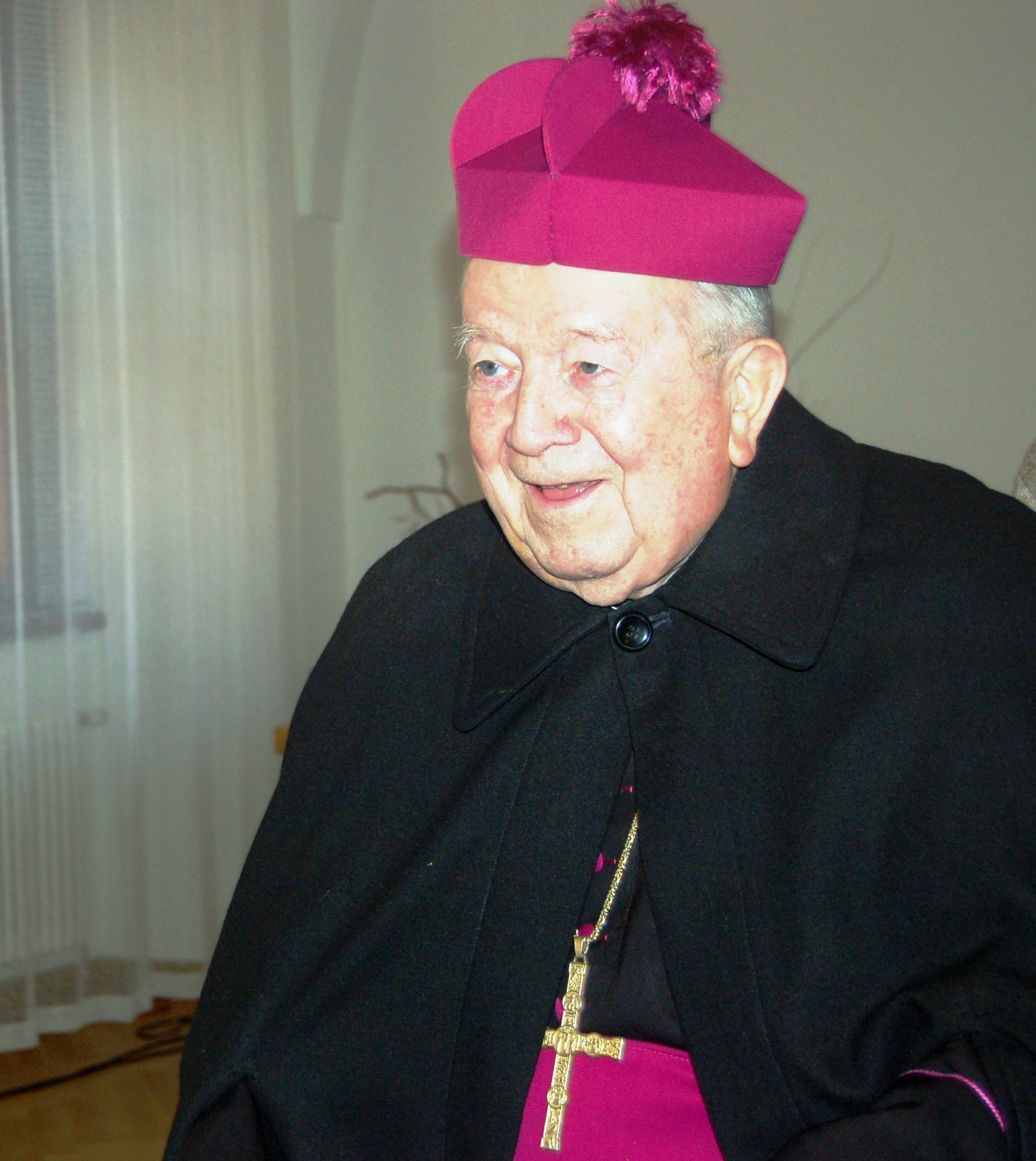
Karel Otčenášek

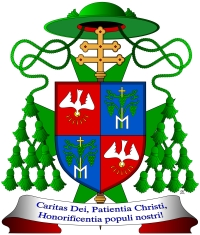
Erzbischofswappen

Karel Otčenášek (* 13. April 1920 in České Meziříčí; † 23. Mai 2011 in Hradec Králové) war ein tschechischer römisch-katholischer Bischof im Bistum Königgrätz. 1998 verlieh ihm der Papst den persönlichen Titel eines Erzbischofs. Er war der dienstälteste Bischof der Weltkirche.

## Leben
Karel Otčenášek war der Sohn eines Wagnermeisters. Ab 1931 besuchte er das Erzbischöfliche Gymnasium in Prag und begann 1939 ein Theologiestudium in Königgrätz. Noch vor Kriegsbeginn wurde er durch Bischof Mořic Pícha zum Studium nach Rom geschickt. Dort erwarb er am Päpstlichen Collegium Nepomucenum der Päpstlichen Lateran-Universität das theologische Lizentiat und wurde am 17. März 1945 zum Priester geweiht.
Nach Kriegsende kehrte er in seine Heimat zurück und wirkte als Kaplan in Týnec nad Labem, Horní Roveň bei Pardubitz und in Žamberk. Ab Oktober 1949 war er stellvertretender Rektor des Königgrätzer Priesterseminars, das jedoch schon 1950 durch die seit dem Februarumsturz 1948 regierenden kommunistischen Machthaber der damaligen Tschechoslowakei aufgelöst wurde. Nachdem Bischof Mořic Pícha seit Anfang 1950 in seiner Residenz interniert worden war und sein Bischofsamt nicht ausüben durfte, weihte er mit Genehmigung des Papstes Pius XII. den erst dreißigjährigen Karel Otčenášek am 30. April 1950 in der bischöflichen Hauskapelle des Hl. Karl Borromäus zum Bischof. Gleichzeitig ernannte der Papst Karel Otčenášek zum Titularbischof von Chersonesus in Creta sowie zum Weihbischof in Königgrätz und ermächtigte ihn, wenn es nötig werden sollte, die Leitung der Diözese zu übernehmen.

### Verfolgung
Da die Weihe geheim und ohne Zustimmung der staatlichen Behörden erfolgt war, wurde Karel Otčenášek verhaftet und 1951 in ein Internierungslager für Priester und Ordensleute in das Kloster Seelau überführt, wo auch der spätere Prager Erzbischof František Tomášek gefangen gehalten wurde. Nach erfolglosen Umerziehungsversuchen wurde Otčenášek 1953 in die Untersuchungshaftanstalt Pardubitz gebracht und 1954 in Königgrätz in einem Schauprozess, dem Verhöre, Einzelhaft, psychischer und physischer Druck vorausgegangen waren, wegen Hochverrats zu 13 Jahren Haft verurteilt.
Die nächsten Jahre verbrachte er in den Gefängnissen von Königgrätz, Mírov, Leopoldov und anderen. Auch nach der Entlassung im Wege der Amnestie im Mai 1962 durfte er nicht seelsorgerisch tätig werden und arbeitete bis 1965 in einer Molkerei in Opočno.
Nach einer Intervention durch Papst Paul VI. durfte er ab 1965 zwar als Seelsorger in Trmice bei Ústí nad Labem tätig sein, stand jedoch weiterhin unter Beobachtung der Sicherheitsbehörden und durfte den Ort nicht verlassen. Während der politischen Liberalisierung unter Alexander Dubček durfte er von 1968 bis 1973 in seiner Diözese Königgrätz als Pfarrer des Königgrätzer Vororts Plotiště nad Labem arbeiten. Obwohl er während des Prager Frühlings 1968 rehabilitiert und das Urteil von 1954 als ungesetzlich aufgehoben wurde, durfte er ab 1973 wiederum nicht mehr in seiner Diözese tätig sein, da die politischen Reformen im Zuge der sog. Normalisierung zurückgenommen wurden. Otčenášek musste wieder in das entlegene Trmice, wo er neuerlich unter Beobachtung der staatlichen Sicherheitsdienste stand.

### Bischof
Erst nach der Samtenen Revolution von 1989 konnte Karel Otčenášek Anfang 1990 das Bischofsamt in Königgrätz antreten, für das er fast vierzig Jahre vorher geweiht worden war. An der offiziellen Amtseinführung vom 27. Januar 1990 nahmen u. a. Präsident Václav Havel und der Pariser Erzbischof Jean-Marie Lustiger teil.
Als Bischof unternahm er alle Anstrengungen, das kirchliche Leben in seiner Diözese und die seelsorgliche Betreuung der Gemeinden wieder aufzubauen. Er veranlasste die nötigsten Renovierungen der Kirchen, Kapellen und Pfarrhäuser. Mit finanzieller Unterstützung der österreichischen Diözese St. Pölten wurde der Bischofspalast instand gesetzt. Im ehemaligen Jesuitenkolleg wurde ein Zentrum für Kultur, Seelsorge und Evangelisation eingerichtet und nach dem Landesheiligen Adalbert ‚Nové Adalbertinum‘ benannt. An der Finanzierung dieser Maßnahme beteiligten sich Sponsoren aus Österreich, Deutschland und dem Schweizer Kanton Thurgau. Das 1992 gegründete bischöfliche Gymnasium erhielt den Namen des in Königgrätz geborenen Jesuiten Bohuslav Balbín.
Er spendete seinem Weihbischof Josef Kajnek (1992) und seinem Nachfolger Dominik Duka (1998) die Bischofsweihe und war bei der gemeinsamen Weihe der Olmützer Weihbischöfe Jan Graubner und Josef Hrdlička im April 1990 beteiligt.

### Altbischof

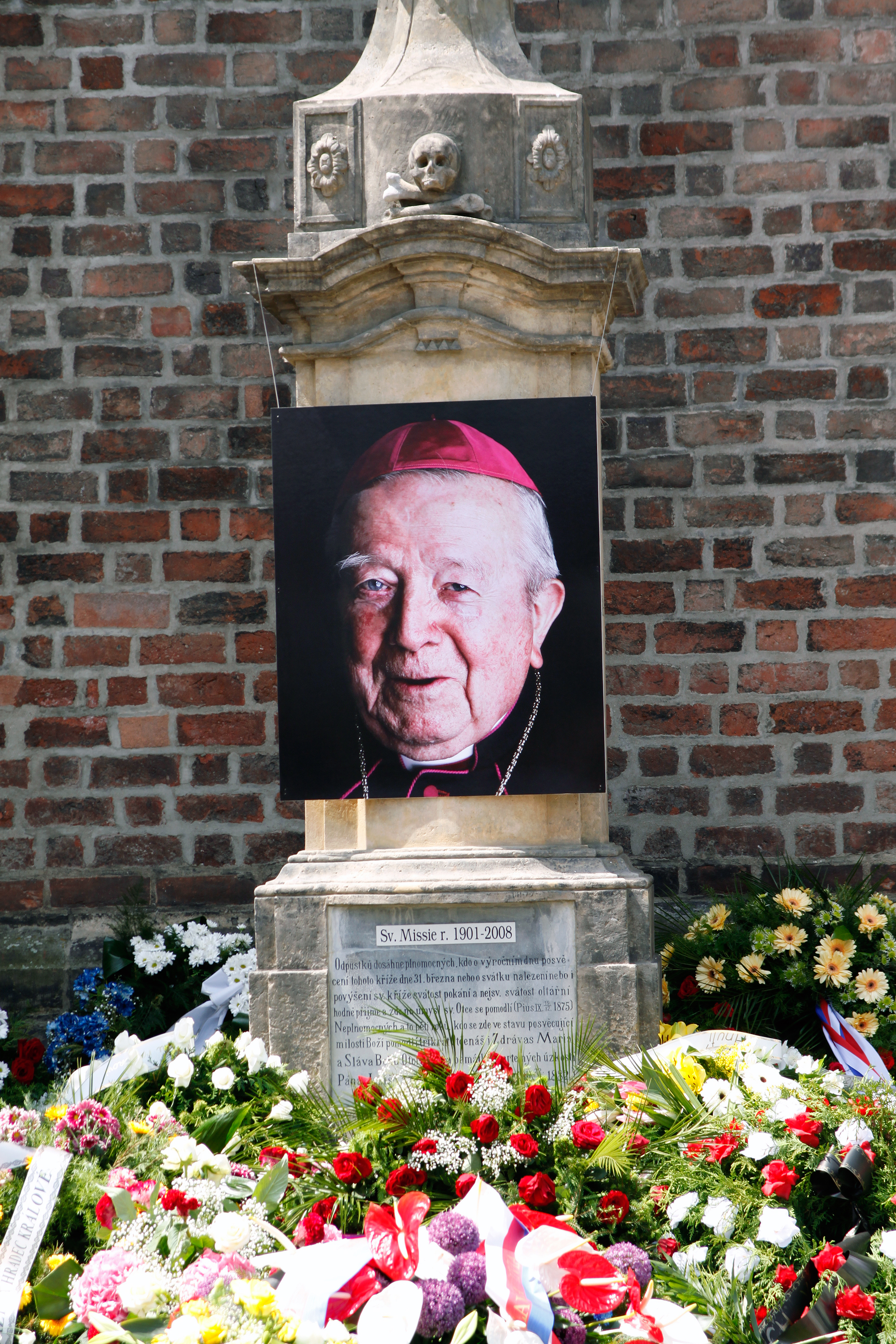
Grabstätte

Aus Altersgründen gab Karel Otčenášek das Amt am 26. September 1998 auf. Er war bis zu seinem Tod Vorsitzender der Kommission ‚Gerechtigkeit und Frieden‘ der Tschechischen Bischofskonferenz. Er setzte sich für die Wiedergutmachung und Entschädigung der zu Unrecht verfolgten und verurteilten Seelsorger, Ordenspriester und Nonnen sowie der politischen Häftlinge und für die Aufzeichnung ihrer leidvollen Erfahrungen ein (Buchreihe: Kaminky).

## Ehrungen und Titel
Für seine Verdienste verlieh ihm Papst Johannes Paul II. 1998 den persönlichen Titel eines Erzbischofs. Schon 1995 zeichnete ihn die Tschechische Republik mit dem nach Tomáš Garrigue Masaryk benannten Orden I. Klasse aus. Die Karls-Universität Prag verlieh ihm ihre Goldene Medaille, die Universität Königgrätz die Ehrendoktorwürde. Die Ortschaften Týnec nad Labem, České Meziříčí, Trmice und Rudoltice ernannten ihn zu ihrem Ehrenbürger. Im Jahr 2000 war Otčenášek Mitunterzeichner der Gründungsurkunde der katholischen Studentenverbindung KStV Pragensis Prag und ist deren einziges Ehrenmitglied.

## Veröffentlichungen
- Mosaiksteinchen. Kleine Zeugnisse über die Christenverfolgung in der Zeit der kommunistischen Totalität und über ihre Bemühungen um die Freiheit und das Wohl des Vaterlands. Initiator und Patronanz: Mons. ThLic. Otčenášek; ins Deutsche übersetzt von Wilhelm Sitte. 1. Ausg., Bistum Hradec Králové, Hradec Králové 2004. 237 S.; 21 cm. ISBN 80-239-2992-5 (broschiert)